# SIGEMT
В некоторых Unix-системах, SIGEMT — сигнал, посылается при достижении ловушки эмулятора.
SIGEMT — целочисленная константа, определенная в заголовочном файле signal.h. Символьные имена сигналов используются вместо номеров, так как в разных реализациях номера сигналов могут различаться.

## Этимология
SIG — общий префикс сигналов (от англ. signal), EMT — аббревиатура англ. emulator trap — мнемоника важной инструкции PDP-11.

## Использование
PDP-11 имеет инструкции ловушек — EMT (для системного ПО), TRAP (для программистов), BPT (для отладки) и OIT (для процедур ввода-вывода). В настоящее время SIGEMT не имеет стандартизированного использования и не описан POSIX.
Solaris посылает SIGEMT новым облегченным процессам, чтобы разрешить им сброс аппаратных счетчиков производительности.